# Дурна кров (телесеріал)
«Дурна кров» (англ. Bad Blood) — канадський телесеріал створений Саймоном Баррі (Simon Barri), заснований на реальних подіях що відбувались у Монреалі (Канада), пов'язаних з діяльністю і арештом великого мафіозі Віто Різзуто (італ. Vito Rizzuto). Прем'єра телесеріалу відбулася на телеканалі Сіті (City) 21 вересня 2017 року. Серіал знятий в жанрі кримінальної драми і заснований на книзі італійського письменника, міжнародного експерта з питань організованої злочинності, зокрема такої організації як «Ндрангета», Антоніо Нікасо, в співавторстві з Пітером Едвардсом (Peter Edwards), «Бізнес або кров: Остання війна боса мафії Віто Різзуто».
Місце зйомок: Монреаль, Квебек, Садбері, провінція Онтаріо, Канада.

## Сюжет
Історія найбільшого та впливового італійського мафіозі в Канаді, історія про вірність, обман, жадібність, владу та ревнощі. Віто Різзуто — бос мафії в Монреалі, що володіє великою кримінальною мережею та впливовими зв'язками в державних структурах та поліції. Його хвилюють не тільки інтереси власної справи, але й доля його міста Монреаля. Віто Різзуто зміг налагодити взаємодію між різними кримінальними групами Монреаля та очолити цей синдикат, таким чином, щоб у місті був порядок і кожен міг займатися бізнесом, отримуючи свій прибуток. Але, одного дня, Різзуто несподівано заарештовують за вбивство трьох членів кримінальної сім'ї Бонанно, сокоєне в 1981 році і відправляють до в'язниці Супермакса в Колорадо. Могутня імперія, яку він побудував, починає руйнуватися за його відсутності. Проте, найбільшим ударом для Віто стає вбивство його сина Енріко та батька Ніколо Різзуто. Після свого виходу з в'язниці у 2012 році, Віто Різзуто стає на шлях помсти, не підозрюючи, що задумав його найдавніший соратник Деклан.

## У ролях
- Кім Коутс — Деклан Гардінер
- Энтоні ЛаПалья — Віто Різзуто
- Пол Сорвіно — Ніколо Різзуто ст.
- Энріко Колантоні — Бруно Бонсіньорі
- Максим Рой — Мішель
- Тоні Наппо — Джио
- Бретт Донахью — Энріко мол.
- Анжела Ашер — Рената
- Клот Александер — Папа Джо
- Валері Бухаджар — Лоредана
- Клаудія Феррі — Франсе Шарбонно
- Амбер Голдфарб — Ракель
- Джейсон Марторіно — Пол
- Романо Орцарі — Тото Бьянкі
- Мішель Мілетт — Софі

## Епізоди 1-го сезону
1. «Старі шрами» (англ. "Scar Tissue")

На початку 2000-х років Віто Різзуто знаходиться на піку свого впливу і сили. Поки він тримає мерію і поліцію в кишені, йому вдається підтримувати мир між сім'єю Різзуто, байкерами, ірландцями, гаїтянами та іншими Монреалівськими бандами, не дивлячись на невдалу спробу замаху на Віто, про яку «подбав» його права рука, Деклан Гардінер. Невдовзі, Віто заарештовують в Монреалі по ордеру про екстрадицію США за те, що він був одним з чотирьох бойовиків в 1981 році, які вчинили вбивство трьох капо, Філіпа Джакконі, Домініка Трінкера і Альфонса Інделікато в Брукліні, Нью-Йорк. Ім'я Віто було назване свідком у цій справі. Віто потрапляє до в'язниці суворого режиму в Колорадо, а налагоджені справи між бандами Монреаля починають розвалюватися. У будинку Різзуто, Ніколо Різзуто, Деклан і члени сім'ї організовують зустріч, щоб вирішити, хто буде головним, поки Віто знаходиться у в'язниці. Ніко мол. висловлює своє наполегливе бажання взяти на себе роль батька, багато в чому заперечуючи сім'ї.
2. «Миротворець» (англ. "Pacifier")

Поки Віто знаходиться у в'язниці, Деклан продовжує контролювати справи. Однак, Ніко проголошує себе босом сім'ї. Наказавши прибрати двох гангстерів за те, що вони не серйозно ставляться до його влади, він запускає ланцюгову реакцію кривавих інцидентів між бандами Монреаля. Потім Ніко зустрічається з партнером, щоб домовитися про комісійні в будівництві, але коли Ніко заявляє, що хоче отримати більший відсоток, ніж раніше узгоджений з Віто, партнер відмовляється від угоди. У відповідь на це Ніко підриває його машину. Тим часом, Деклан зустрічається з Віто в тюрмі, де Віто ясно вказує на те, що його головним пріоритетом є безпека його сина, Ніко, і сім'ї. У будинку Різзуто виникає скандал між Ніко і Декланом, через те, що Ніко не узгоджував з сім'єю свої дії. Ніко нагадує Деклану про його прізвище, прямо заявивши, що він не є членом сім'ї. Деклан, натомість, бере ситуацію в свої руки і залагоджує угоду з партнером по будівництву. Повернувшись до будинку Різзуто, у нього знову виникає суперечка з Ніко, після якої Ніко їде з дому без своїх охоронців. Деклан виїжджає за ним, але знаходиться надто далеко позаду, коли на перехресті машина Ніко була обстріляна з авто, що проїхало повз машину молодшого Різзуто. Ніко був доставлений в лікарню і залишається живий. Деклан знову зустрічається з Віто в тюрмі, де Віто нагадує йому про важливість сім'ї і свого сина.
3. «Пан або пропав» (англ. "Feast or Famine")

Віто цілими днями розмірковує про своє життя, що залишилось за межами в'язниці. Одного разу, під час обіду, в їдальні його б'є група в'язнів, що змушує Деклана посилити захист Віто за допомогою Марлона, одного з ув'язнених. Тим часом в Монреалі, сім'я проводить нараду з Ніко і Декланом, де приймається рішення, що Ніко повинен повернутися до свого «звичайного життя» в сфері нерухомості. Вісім років тому Деклан був затриманий поліцією під час зустрічі з байкерами та завантаженні наркотиків у фургон. Деклан був засуджений до 15 років ув'язнення, але не видав сім'ю. Віто доклав всі свої зусилля і можливості, щоб витягнути Деклана з в'язниці. Через чотири роки він був звільнений і став частиною сім'ї. Зараз під керівництвом Деклана всі справи з бандами Монреаля йдуть «гладко». Після чергової зустрічі з Віто в тюрмі Деклан починає готувати план його дострокового звільнення. Деклан просить Ніко зателефонувати батькові і зіграти турботливого сина, який наполегливо рекомендує батькові сходити до лікаря через його «поганий кашель». Джио зустрічається з тюремним лікарем, показує йому фотографії його сім'ї, натякаючи на потенційну загрозу, після чого медичні документи Віто були підроблені, щоб підтвердити, що у нього рак. У новинах повідомляють що Верховний суд Квебека створює Комісію по боротьбі з корупцією в будівельній галузі Монреаля, яка є однією і з багатьох джерел доходу сім'ї Різзуто. Хоча Ніко мол. відійшов від участі в справах сім'ї, наприкінці 2009 року його застрелили біля будинку, коли він вийшов на прогулянку з собакою. Сім'я спустошена цими новинами і обговорює можливих вбивць. Віто дізнається про смерть сина, він розбитий, але йому не дозволяють з'їздити на похорони.
4. «Дім там, де лежить пістолет» (англ. "Home is Where the Gun is")

Після того, як сім'я закінчила процес похорону Ніко мол., в своєму будинку, одним снайперським пострілом через скло, був убитий Ніколо Різзуто. Сім'я припускає, що напади були здійснені з боку нинішнього боса клану Бонанно, Села Монтанья, в спробі захопити кримінальний світ Монреаля, поки родина Різзуто бореться за свою владу. Після більше п'яти років ув'язнення Віто виходить на свободу наприкінці 2012 року. Коли Деклан, Джио і Бруно готуються до зустрічі Віто, Бруно повідомляє Деклану, що Віто наказав йому не їхати, він не хоче його бачити. Бруно і Джио поселяють Віто в місцевому готелі в Монреалі, де Віто проводить кілька місяців без будь-яких публічних виступів перед громадськістю і кримінальними бандами. Деклан відсторонюється від сім'ї і знаходиться в своєму котеджі в східних поселеннях Квебека, куди до нього приїжджає Бруно. Під час зустрічі лунає постріл снайпера, але він нікого не зачепив. Після чого Віто запрошує Деклана до себе в готель і розповідає про те, що хтось намагається прибрати всю сім'ю Різзуто і його в тому числі, так як Деклан один з сім'ї. Деклан відновлює свою діяльність з сім'єю. За цей час Шарбонно та її команда починають просуватися в своєму розслідуванні корупції в будівництві, коли одна людина погоджується давати свідчення про корупційні схеми в будівельній галузі Монреаля. Монтанья зустрічається з деякими членами банд, які співпрацювали з Віто і переманює їх на свою сторону, похвалившись прибутком своєї організації. Бруно і Деклан зустрічаються з Віто в готельному номері, де Бруно висловлює думку, що Віто повинен з'явитися публічно, оскільки сім'я ослаблена, і якщо вони «Повинні розпочати війну», то вони можуть програти. Коли Бруно йде, Віто висловлює Деклану свою стурбованість з приводу Бруно. Деклан стверджує, що час дипломатії треба закінчувати, потрібно прибрати всіх Монтанья і всіх, хто коли-небудь думав перейти дорогу Різзуто. Віто киває на знак згоди. Незабаром, Віто вперше з'являється публічно в ресторані, на дні народження Бруно, запросивши пресу, щоб сміливо повернутися на сцену. Після того, як всі розходяться, Деклан, Віто і Джио залишаються. Віто починає говорити про свої сумніви в Бруно, на що Бруно починає запевняти його, що він на його боці. Віто б'є Бруно по обличчю, збиває з ніг і наказує Джио покінчити з ним. Джио виконує наказ.
5. «Коли у тебе немає нічого…» (англ. "When You Got Nothin'...")

На кордоні Квебеку та Вермонта, люди Села влаштовують засідку на точці передачі наркотиків Різзуто. Деклан і Джио починають розбиратися з людьми, які перейшли дорогу Різзуто, що призводить до зростання злочинності в Монреалі на 250 відсотків. Комісія по боротьбі з корупцією Шарбонно намагається отримати записи Королівської канадської кінної поліції з організованої злочинності за 2006 рік, які можуть перетинатися з її розслідуванням. Людина Віто з КККП повідомляє, що шеф поліції хоче отримати пояснення стрибка злочинності, і просить Віто припинити кровопролиття. Віто погоджується і просить його дістати інформацію про партнера Села, Тото Бьянкі, на що отримує відповідь, що Бьянкі отримує більшу частину своїх грошей з VIP Sportsbook в букмекерській конторі. Людина з КККП також повідомляє Віто, що Шарбонно запросила дані за 2006 рік, але вона отримає відмову. Коли Шаброно відмовили в доступі вона з'явилася до офіцера КККП, який сказав їй, що записи знаходяться під федеральною юрисдикцією, а її комісія під регіональною, ці задачі підпадають під різні запити, а пошук серед тисяч годин стрічки потребують багато часу і ресурсів. Різзуто починають використовувати тільки перевірених людей, але люди Села продовжують перехоплювати їх точки. Деклан, Віто і Джио домовляються, що тепер тільки вони будуть знати про маршрут. Джио відправляє трьох кур'єрів по маршруту. На трасі фургон раптом зупиняють озброєні люди, коли вони підходять до задніх дверей фургона їх розстрілюють Джио і Деклан, які всю дорогу ховалися в задній частині фургона. Деклан допитує трьох кур'єрів хто з них зрадник, на що вони відповідають, що просто їхали по GPS, в результаті Деклан вбиває всіх трьох. Підозрюючи Джио, так як він був одним з тих, хто знав точку передачі, Деклан стріляє в Джио і кидає його помирати. Віто з Декланом навідуються до Бьянкі, де Віто наполягає, щоб той припинив свої зв'язки з Селом. Пізніше Віто і Деклан зустрічаються зі своєю людиною з КККП, який розповідає Віто про свій діагноз, рак печінки, через який він йде на пенсію, що означає кінець їх співпраці. Він запевняє Віто, що ніколи його не зрадить і просить його благословення, щоб відійти від справ. Віто дає свою згоду. Деклан каже Віто, що знайти нового високопоставленого партнера в поліції буде не просто, але це дозволить їм використовувати законні джерела доходу і розпочати новий етап; Віто стверджує, що його час закінчено. По дорозі додому Деклан розповідає Віто, що виріс без матері, а батько відмовився від дітей через наркоманію. Пізніше Деклан з'являється в машині у Села, який запитує його: «Ти готовий стати королем?». Деклан відповідає: «Абсолютно».
6. «Ріку не втримати» (англ. "You Can Never Hold Back Spring")

Сел Монтанья зі своїм охоронцем зустрічається з Декланом в його заміському котеджі, де Деклан несподівано вбиває їх обох. Тим часом, комісія Шарбонно починає розслідування контрактів на прибирання снігу в місті і викликає на допит Марка Дежардіна. Джин, секретар Шарбонно, повідомляє Деклана про те, що Дежардін буде притягнутий до розслідування, чим дає йому час, щоб зустрітися з Дежардіном і проінструктувати його, що він повинен буде відповідати Шарбонно. Деклан велить йому погодитися із заявами і назвати ім'я Села Монтанья. Незабаром після цього, Шарбонно почує про смерть Села Монтанья в новинах і зрозуміє, що Дежардіну наказали назвати його ім'я. Віто з Декланом зустрічаються з Жаком і байкерами. Під час переговорів, снайпер вбиває Жака, а Віто призначає нового головного серед байкерів, показавши таким чином свою владу. У зв'язку з розслідуванням Шаброно, мер Монреаля йде у відставку. Деклан розшукує свого батька, який живе в трейлері в Корнуоллі. Він розповідає йому, що контролює весь наркотрафік в країні, і він заборонив будь-кому продавати наркотики батькові або купувати для нього наркотики, він уб'є кожного, хто це зробить. Деклан каже батькові, що зробив це не для того, щоб той кинув, а для того, щоб змусити його страждати, за ті страждання, які він заподіяв йому, його братам і сестрам. Один старий знайомий Віто, поліцейський з КККП, розповідає Віто, що знайдено шість трупів на узбіччі дороги і людину, яка вижила, який знаходиться в лікарні і дуже хоче щось розповісти Віто. Пізніше Віто приходить до Деклана і повідомляє, що Джио живий, що він не видавав місця передачі наркотиків. Віто підозрює, що Деклан це той, хто здавав точки передачі і безпосередньо протистоїть йому, на що Деклан розповідає йому всю правду. Після смерті Ніко мол., Віто відкинув Деклана, як простого найманого службовця не дивлячись на те, що він завжди був йому відданий, відсидів у в'язниці і вважався частиною сім'ї. Саме тоді Деклан пішов до Села, щоб прибрати Віто. Один з людей Села зімітував замах під час зустрічі Деклана і Бруно, щоб Віто повернув Деклана в сім'ю. Засмучений, Віто повертається додому і відкриває пляшку вина, яку він спеціально зберігав, щоб випити зі своїм сином на його день народження. Поки Деклан грає вдома на своїй гітарі, Віто вже отруєний і мертвий. Деклан згадує, як Віто говорив, що цю пляшку вина він зберігає на день народження свого сина. На екрані з'являється фрагмент відео з похорону Віто і текст, який говорить, що офіційно Віто Різзуто помер 23 грудня 2013 року з природних причин, проте є припущення, що він був отруєний; розтин не проводився. Шість місяців потому, Деклан займається справами з байкерами в своєму заміському котеджі. Хтось стріляє в вікно, але куля в Деклана не влучила.
Переклад першого сезону телесеріалу «Дурна кров» на россійську мову виконано компанією Viruse Project.

## Другий сезон
6 березня 2018 року компанія Rogers Media оголосила про вихід на екрани другого сезону телесеріалу «Дурна кров» восени 2018 року. У дрегому сезоні будуть представлені вісім епізодів.